# Niemierza Kazimierzowic
Niemierza (ur. w latach 40. lub 50. XIV w., zm. po 4 marca 1386 w Koprzywnicy) – nieślubny syn króla Polski Kazimierza III Wielkiego.
Prawdopodobnie wychowywał się na dworze królewskim. Ojciec zapisał Niemierzy i jego bratu Janowi w testamencie kilka wsi, jednak zapis ten unieważnił nowy król Ludwik Węgierski. Jan Długosz podaje, że Niemierza, znajdując się w służbach króla Władysława II Jagiełły, został zabity podczas buntu mieszczan.

## Tożsamość matki

### Poglądy
W świetle dotychczasowych badań, matka Niemierzy pozostaje nieznana. Dotychczas pojawiły się dwie teorie na temat jej tożsamości. Pierwsza z nich mówiąca o tym, że była nią Cudka, została odrzucona. Druga, która utożsamia ją z legendarną Esterką, została uznana za niepotwierdzoną źródłowo. Przypuszcza się, że nieślubne dzieci Kazimierza przychodziły na świat z przerwami, prawdopodobnie z różnych matek.

### Niemierza jako potomek Estery

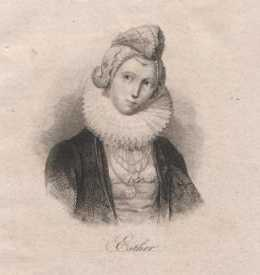
Estera – domniemana matka Niemierzy.

Jan Długosz podaje, że Niemierza, jego brat Pełka i siostry byli dziećmi Żydówki Estery. Według kronikarza związek Kazimierza z Esterą miał się rozpocząć po zerwaniu z Krystyną Rokiczaną (najwcześniej około 1360), a przed małżeństwem z Jadwigą. Przedział chronologiczny jest zbyt mały, aby z tego związku mogli się urodzić synowie i córki. Nieuzasadnione jest również przesuwanie terminu związku na okres lat 40. Inne kroniki nie odnotowały żydowskiego pochodzenia Niemierzy. Gdyby Niemierza był synem Żydówki, informacja ta musiałaby uchodzić za niecodzienną. Wiarygodność przekazu Długosza jest więc uznawana za wątpliwą, a istnienie żydowskiej kochanki króla Kazimierza niepewne.

### Niemierza jako syn Cudki
Tożsamość matki Niemierzy próbowano ustalić na podstawie bliskości wsi nadanych przez Kazimierza nieślubnym synom z wsiami należącymi do rodu Gołeckich. Według tej teorii matką Niemierzy miała być kasztelanka sieciechowska Cudka, żona Niemierzy z Gołczy. Tezę tę umacniało występowanie w tym rodzie imion: Niemierza, Pełka i Jan. Uznano też, że wdowa po Niemierzy, która w 1352 otrzymała od króla sumę 107 grzywien, jest tożsama z Cudką. Ową sumę uznano za wynagrodzenie Cudki po zakończonym romansie.
Teoria ta została jednak podważona. Okazało się bowiem, że wdowa po Niemierzy nie jest identyczna z kasztelanką Cudką, a sumę 107 grzywien otrzymała za nieuiszczoną obietnicę daną jej mężowi, bądź za jego dochody pobierane ze skarbu marchii. Z kolei nieślubny syn królewski Jan, rzekomy przedstawiciel rodu Gołeckich, jest w źródłach znany jako Jan, syn króla. Świadczy to o tym, że nie był on przedstawicielem tegoż rodu, gdyż w takim przypadku występowałby pod swoim nazwiskiem. Ponadto imiona Niemierza, Pełka i Jan występują jednocześnie w wielu rodzinach, nie tylko u Gołeckich.

## Życiorys

### Data urodzenia
Nieznana jest data urodzenia syna Kazimierza Wielkiego. Nieślubne dzieci mogły przychodzić na świat zarówno w okresie małżeństwa króla z Aldoną Anną, jak i w latach, gdy jego żoną była Jadwiga Żagańska. Za najbardziej prawdopodobny okres kontaktów pozamałżeńskich króla Kazimierza uważa się jednak okres, kiedy był on wdowcem. Nieślubne dzieci króla rodziły się więc zapewne w latach 1339–1341 w okresie wdowieństwa władcy po pierwszej żonie, lub od końca lat czterdziestych do 1365. Niemierza przyszedł więc na świat po 1340, prawdopodobnie w latach 40. lub w pierwszej połowie lat 50. XIV wieku.

### Miejsce wychowania

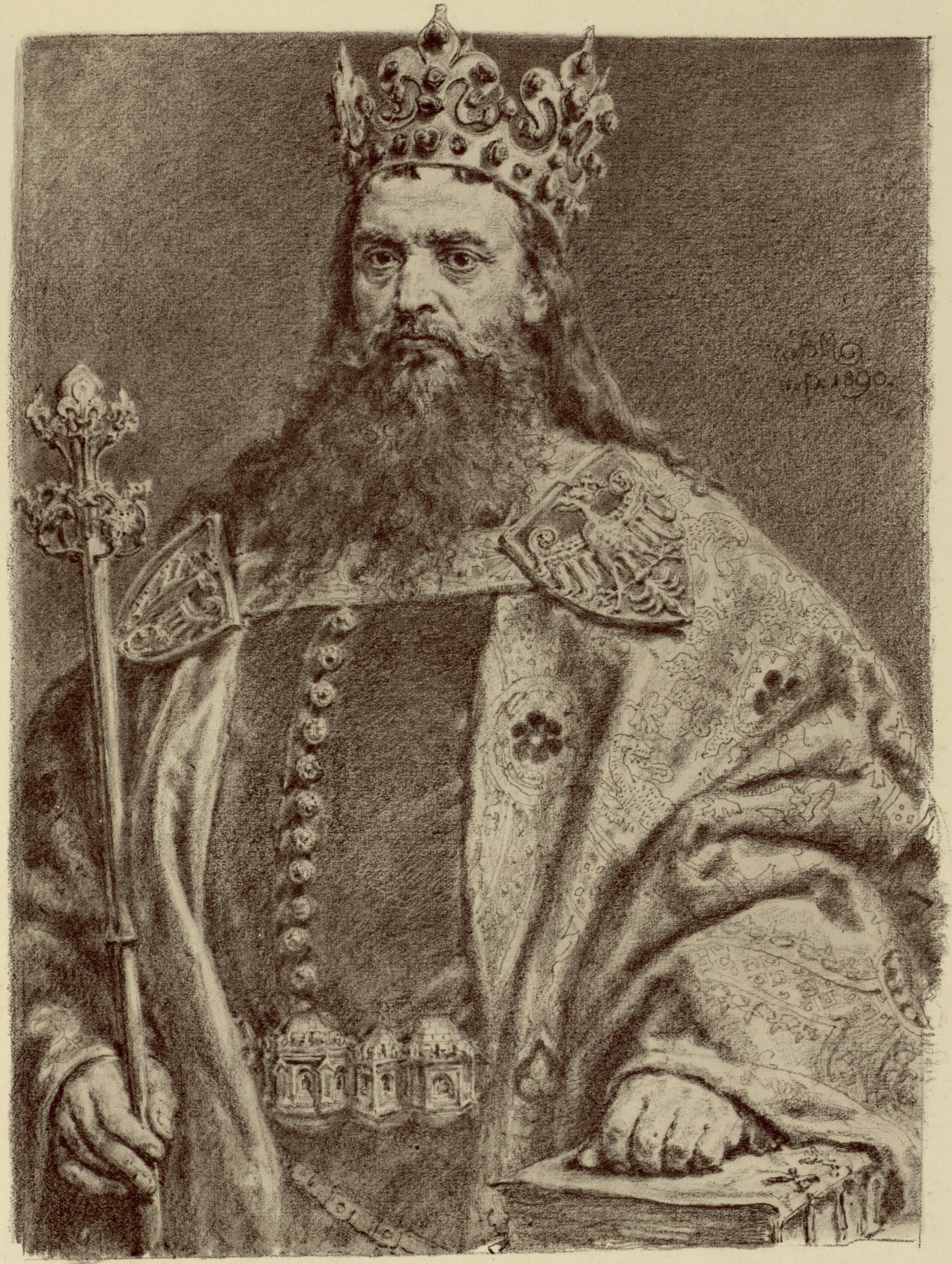
Kazimierz Wielki – ojciec Niemierzy.

W średniowieczu nieślubne pochodzenie nie było zatajane. Prawdopodobnie Niemierza wychowywał się wraz z rodzeństwem na dworze królewskim. Tę hipotezę umacnia fakt, że po wydaniu za mąż córek z pierwszego małżeństwa Kazimierz do 1366 nie posiadał żadnych ślubnych dzieci. Możliwe, że nadał synom jakiś zamek w posiadanie.

### Zapis w testamencie
Według spisanego 3 listopada 1370 testamentu Kazimierza Wielkiego Niemierza wraz z bratem Janem miał otrzymać Kutów, Jurznie, Drugnię i inne wsie. Do realizacji zapisu jednak nigdy nie doszło. Gdy Ludwik Węgierski objął władzę, polecił zweryfikować ważność testamentu arcybiskupowi gnieźnieńskiemu, biskupowi krakowskiemu oraz innym dostojnikom krakowskim. Po długiej naradzie zakwestionowano ważność zapisu dla królewskich synów.

### Okoliczności śmierci
Informacje dotyczące dalszych losów Niemierzy znane są jedynie dzięki Janowi Długoszowi. Niemierza, pełniąc służbę u boku króla Władysława II Jagiełły, został zabity przez mieszczan w Koprzywnicy, podczas kłótni wynikłej przy wybieraniu podwód. Przekaz ten jest powszechnie traktowany jako wiarygodny. Dzięki tej informacji historycy ustalili, że Niemierza zmarł po 4 marca 1386. Nie wiadomo, czy był żonaty i czy posiadał potomstwo. Według późnego przekazu Bartosza Paprockiego zmarł bezpotomnie.

## Niemierza w heraldyce
Jako potomek królewski Niemierza należał do stanu szlacheckiego. Heraldyk Bartosz Paprocki informuje, że wraz z bratem Pełką używali herbu Mięszaniec. Herb ten miał nadać im Kazimierz Wielki. Po bezpotomnej śmierci obu, herbu tego nikt więcej miał nie używać. Wiadomość ta nosi cechy prawdopodobieństwa.

## W kulturze
Nieślubny syn Kazimierza III Wielkiego pojawia się w 3. sezonie serialu Korona królów. W rolę Niemierzy wcielił się Karol Czajkowski.